# Puttin' On the Ritz
"Puttin' On the Ritz" är en låt skriven och komponerad av Irving Berlin år 1929. Originalversionen framfördes av Harry Richman i filmen Fåfängans marknad (originaltitel: Puttin' On the Ritz) från 1930.

## Andra versioner
Låten har spelats in på nytt i många versioner. Clark Gable framförde den i filmen Dårskapens marknad 1939. År 1946 spelade Fred Astaire in låten. År 1982 spelade den nederländske artisten Taco Ockerse in en syntversion. Singeln nådde fjärde plats på Billboard Hot 100 och första plats på Sverigetopplistan. År 2009 spelade The You Know Who från Los Angeles in låten, vilken även kom att ingå i klädföretaget Lindex höstkampanj.